# Districtul autonom Iamalia-Neneția
Districtul autonom Iamalia-Neneția (rusă Ямало-Ненецкий автономный округ) (în limba-neneț- Ямалы-Ненёцие автономной округ (transliterare: Iamalî-Nenioție Avtonomnoi okrug)) este un district autonom în Federația Rusă.